# 宝印刷
宝印刷株式会社（たからいんさつ、英: TAKARA PRINTING CO., LTD.）は、日本のディスクロージャーとIRを専門とする、情報加工会社。X-Smart.（有価証券報告書管理入力支援ソフトウェア）の開発・販売を実施している（業務内容の簡単な説明は、EDINET書類作成項目を参照のこと）。
EDINETによる電子公告が普及した後も業界内でのシェアは高く、2002年時点ではEDINET利用企業の半数以上が同社のサポートを受けていた。その後シェアは低下傾向にあるが、現在もプロネクサスと業界内のシェアをほぼ二分する複占状態が続いている。
2019年12月2日に持株会社制へ移行。宝印刷株式会社（初代）は株式会社TAKARA & COMPANY（たからアンドカンパニー、英: TAKARA & COMPANY LTD.）へ商号変更され、事業は同日に設立された宝印刷株式会社（2代）が継承した。

## 事業所

### 本社
- 本社・本社別館（東京都豊島区）

### 工場
- 浮間工場（東京都北区）
- 大阪支店別館工場（大阪府大阪市）

## 沿革
- 1952年：株式会社宝商会創業（港区桜田町）。
- 1960年：宝印刷株式会社設立。
- 1997年：日本経済新聞社の広告一次代理店となる。
- 1998年：東京証券取引所市場第二部上場。
- 2003年：東京証券取引所市場第一部銘柄指定。
- 2003年：東京労働局「東京労働局長優良賞」受賞。
- 2019年：持株会社制へ移行。宝印刷株式会社は株式会社TAKARA & COMPANYへ商号変更。事業は同日に設立された宝印刷株式会社（2代）が継承。
- 2020年：株式会社ベネッセホールディングスから、株式会社サイマル・インターナショナル全株式を取得し、サイマル・インターナショナルはTAKARA & COMPANYの完全子会社となる[6][7]。

## 製品・サービス
- 株式上場支援
  - 資本政策段階における株券
  - 新株予約権付社債券
  - 新株予約権証券
  - 株主総会招集通知
  - 事業報告書
  - 決議通知
  - 上場申請のための有価証券報告書 (Ⅰの部)
  - 上場申請のための有価証券報告書 (Ⅱの部)
  - 上場申請のための半期報告書
  - 上場申請のための報告書
- IR支援
  - 株主・投資家向け報告書
  - アニュアルレポート (インベスターズガイド)
  - 会社案内
  - CSR報告書
  - ファクトブック
  - 英文ツール
  - 個人投資家向け会社説明会の企画・運営
  - 株主アンケートの制作・分析
  - 株主総会映像・パワーポイント制作
  - WizLabo Library (適時開示情報支援サービス)
  - IR情報誌『ジャパニーズインベスター』
  - IR情報サイト『ジャパニーズ インベスター』
- 金融商品取引法関連
  - 有価証券報告書等の制作・関連システム提供
  - EDINET（電子開示制度）への対応
  - 関連セミナー開催
- 会社法関連
  - 会社法セミナー開催
  - 招集通知の英文翻訳
  - 『みなし修正・開示』サービス
- ファイナンス関連
  - 投資信託
  - 有価証券届出書
  - 有価証券報告書
  - 目論見書
  - 四半期報告書
  - 販売用資料
  - 運用報告書
  - ディスクロージャー情報センター
  - ディスクロージャー研究部チェック・サービス
  - エディターチェック・サービス
  - 電子付箋サービス
  - ふたば便
  - 選べる株主優待サービス
  - 電子公告
  - e-Disclosure Club
  - IPO Club
  - IPO Club Limited
  - IPO Web Club
  - TAKARA Print Gateway
  - TAKARA Digital Asset Storage
  - VDR（バーチャルデータルーム）

## 主なツール・システム
- WizLabo
- X-Smart.Advance／Basic
- XBRLツール
- 宝決算Xプレス
- WizLabo Library
- TAKARA.DIC-NET
- Summary X
- e-AURORA XIRCLE
- X System for IPO

## 元社員によるインサイダー取引
証券取引等監視委員会の告発を受け、元社員が未公表のTOB情報などを社内の情報端末から事前に入手し、その情報を利用して株式を売買して利益を得ていたことが発覚。同社の元社員2名が逮捕、起訴され、他2名に課徴金納付命令勧告が出された。